# Clay County (Severní Karolína)
Clay County je okres amerického státu Severní Karolína založený v roce 1861. Hlavním městem je Hayesville. Leží v západní části Severní Karolíny. Pojmenovaný je podle amerického politika a právníka Henryho Claye.

## Sousední okresy
| Růžice kompasu | Cherokee County                |                       | Macon County          | Růžice kompasu |
| Růžice kompasu | Sever                          |                       |                       | Růžice kompasu |
| Růžice kompasu | Clay County (Severní Karolína) |                       |                       | Růžice kompasu |
| Růžice kompasu | Jih                            |                       |                       | Růžice kompasu |
| Růžice kompasu | Union County, Georgie          | Towns County, Georgie | Rabun County, Georgie | Růžice kompasu |

## Vývoj počtu obyvatel
Počet obyvatel